# ギルティドラゴン 罪竜と八つの呪い
『ギルティドラゴン 罪竜と八つの呪い』（ギルティドラゴン つみりゅうとやっつののろい）とは、バンダイナムコグループから配信されていたiOS、Android用カードゲームRPGアプリ。略称は『ギルドラ』。
本項では『コンプティーク』（角川書店）で連載されていた漫画版『ギルドラG　ギルティドラゴン〜罪竜と八つの呪い〜 A GAG CONCEPT』についても解説する。

## 概要
メディアミックスプロジェクト.hackシリーズの作品で、.hackゲームシリーズとしては第6弾。シリーズ初のスマートフォン用タイトルである。シリーズではじめて『.hack（ドットハック）』の表記がなく、代わりに『A DOTHACK CONCEPT』と書かれている。従来通りの書き方をする場合は.hack//GUILTY DRAGON。
時系列的には2012年（平成24年）にリリースされた.hack//Versusの後に連なる。
シリーズ初のカードゲームRPGで、過去のPCたちがユニット（カード）や敵などとして登場する。カードに描かれるキャラクターは2Dだが、ホーム画面やバトルシーンなどは3DCGによって演出されている。
コンプティークでは4コマ＆ショート漫画『ギルドラG　ギルティドラゴン〜罪竜と八つの呪い〜 A GAG CONCEPT』が連載されていた。内容はアプリとはあまり関係のないギャグ漫画となっている。また、連載した内容の一部をComic ギルドラ出張所としてアプリ内に掲載していた。
2012年10月9日より2016年3月23日まで、約3年5ヶ月をもってサービス終了した。

## あらすじ
2030年、「手軽に『The World』を楽しむ」というコンセプトのもと、携帯端末で遊ぶことを前提に制作された『The World：Armed conflict』のオープンβ版が開始された。
ナビコとココレといった個性豊かな面々と冒険をする主人公は道中、黒いPCに襲われているプレイヤー・エレミアに出会う。その黒いPCはプレイヤー間で「黒ネーム」と呼ばれる謎の存在だった。黒ネームにやられ動かなくなってしまったエレミアの右手を治すため、旅を始める一行。道中、主人公達はPCを襲う謎の赤い影と遭遇する。そして、無事エレミアの右手を治すアイテムを手に入れた主人公達は、エレミアから『The World』に存在するとされる八つのレリーフの話を聞かされ、ファントムと黒ネームとレリーフを巡る旅が始まった。
数々の仲間との出会いと冒険の末、八つの罪竜のレリーフを集めた主人公たちは『世界』の根幹を守る、かつてザ・ワン・シンと呼ばれた「罪竜」と出会った。そこで罪竜に世界を破壊しなければ、世界は黒ネームによって埋め尽くされ、そしていずれは世界から溢れ、現実世界にも影響を与えることを告げられた。苦悩の末、世界＝罪竜を破壊した主人公は、「黄昏の鍵（キー・オブ・ザ・トワイライト）」の力を使い世界を再誕させ、「新たなる世界」を再構築した。

## システム

### プレイヤーキャラクター

#### キャラクターメイク
プレイヤーはゲームをスタートするとまず以下の順番でキャラクターを作成することになる。すべて自動で選択することも可能。
1.名前入力
全角で最大8文字で設定する。自動で設定することもできる。
キャラクター作成後は、アイテム「名称変更タグ」を使用して変更可能。変更後は一定時間は再変更できない。
2.所属国選択
「力の城塞 バル・クル」「匠の原都 リファーン」「魔の秘境 セレカ」からひとつ選択する。
所属国によりプロフィール等で表示される装備が変わるなどの違いがあるが、ストーリーやプレイヤー自身のステータスに差違が出ることはない。
3.性別の選択
男女から選択する。
装備やコスチュームは性別に合わせてデザインが変わる。
キャラクター作成後は、アイテム「容姿変更コード」を使用して変更可能。
4.容姿選択
顔と髪型、顔の形を選択する。目と髪はカラーの選択もできる。
キャラクター作成後は、アイテム「容姿変更コード」を使用して変更可能。

#### ステータス
キャラクターのステータスには以下のようなものがある。
LV（レベル）
成長度を表す数値のこと。上限は110。EXPが一定以上になると数値がひとつずつ増える。
この数値が上がると次のレベルまでのEXP必要数、HP、WP、DPの最大値が増える。また、フレンドの最大数も30まで増える。
レベルアップするごとにWPとDPが最大値まで回復する。
EXP（経験値）
主にデュエルにて勝利（通常は消費DP相当）したり、冒険を進めたり（通常は消費WPの3倍）すると増える。
HP（ヒットポイント）
デュエル時にこの数値分ダメージを受けると負けになる。また、相手のHPを0にすると勝ちになる。
WP（ウォークポイント）
冒険やGVGの敵陣調査を進めるときに消費する。
3分で1WP回復するほか、WPポットを使用して回復できる。
DP（デュエルポイント）
主にデュエルをするときに消費する。
1分で1DP回復するほか、DPポットを使用して回復できる。

#### 装備
重装・軽装・魔装の3種類の武器と、胴・足・頭・背の4種類の防具がある。装備すると攻撃力や防御力が上昇し、装備したアイテムによって容姿が変化する。ステータスに影響せず容姿のみが変化する「コスチューム」も存在する。
イベントの報酬、秘伝書収集、ガシャなどから入手できる。
装備合成

合成素材「EXメタル」とゴールドを消費して装備のレベルを上昇させ、攻撃力や防御力を強化できる。レベルの上限（合成強化上限）や成長の幅は装備ごとに異なる。

シェル
「武器攻撃力増加」「ダメージ軽減」などが設定されており、装備の「スロット」に装着することで性能を強化できる。

#### アイテム
WP・DPの回復アイテムや、キャラクター名や容姿を変更できるアイテムなどが存在する。イベント報酬やショップからの購入で入手できる。

#### ゴールド
ゲーム内通貨。単位は「G（ゴールド）」。冒険やイベントを進める（通常は消費WP相当。特殊エリアではさらにもらえる場合がある）、ボスやファントムを倒した後のゴールドキャッチ、ユニットの売却などで入手できる。主にユニット強化やトレードのユニット交換などに使用する。

#### アシストポイント(AP)
冒険中に他のプレイヤーに出会ったり、フレンドを応援すると入手できるポイント。1人につき10APが手に入る。アシストポイントガシャで使用できる。

### カードゲーム

#### ユニット（カード）
ユニットには攻撃力、ドロー数、属性、スキルなどが設定されており、組み合わせてデッキを作成する。ユニットの攻撃力やスキルレベルは、アイテムを消費することで強化が可能。
ユニットは、イベント報酬、ガシャ、ユニット錬成（同じレア度のユニット2枚を消費し、同じレア度のユニット1枚をランダムで入手）、他ユーザーとのトレードで入手できる。
また、一度入手したユニットはユニット図鑑から閲覧できる。

#### デュエル（対戦）
作成したデッキを用いて、ユーザーやCPUとデュエルできる。デュエルはマニュアルでユニットを選択していく方法と、そのターンのみオートで行うセミオート、すべてオートに任せるフルオートがある。選択されたユニットなどにより攻撃力が決定され、相手の攻撃力と比較し超過した分の数値から、相手の防御力を差し引いた分がダメージとなりHPが減少する。逆に相手からダメージを受けると自身のHPが減少する。相手のHPを0にした方が勝利となる。
リーダーユニット
最初に選んだユニットがリーダーとなり、リーダーと同色のチャージユニットが武器攻撃力とコンボに加算される。ユニットに表記されているスキルは基本的に、リーダーとなったユニットのみが使用される。また、オートまたは後述の防衛戦ではユニットが自動選択されるが、下記のように優先順位が設定されている。
- 手札で多い色 ＞ 合計攻撃力の高い色 ＞ ドロー数の多いユニット ＞ スキル優先度の高いユニット ＞ パワーの高いユニット

ドロー
リーダーのユニットに表記されている分だけデッキからユニットをドローし、リーダーと同色のチャージユニットが武器攻撃力とコンボに追加される。ただし、同色でないユニットでチャージ枠をすべて埋めてしまうと、残りドロー回数が残っていてもそこでドロー終了となる。
属性ボーナス
デュエルは各色の攻撃属性によって行われ、それぞれ得手不得手の属性が存在する。
　　　重装
　↗　　　　↘
魔装　 ←　 軽装
それぞれの3属性は、矢印の向いている方向の属性に強く、その逆に弱い。有利な属性だった場合、攻撃力1.2倍のボーナスが付く。
コンボ
リーダーと同色のチャージユニット追加された回数によって、攻防判定時に1.1〜1.5倍のボーナスが付く。追加されるたびに+1されていき、最大で5まで溜まる。
倍率は以下の通り
- 1コンボ　1.0倍
- 2コンボ　1.1倍
- 3コンボ　1.2倍
- 4コンボ　1.3倍
- 5コンボ　1.5倍

属性ボーナスで不利になっても、高いコンボボーナスを取得できれば相手の攻撃力を上回れることが多い。
ファイナルブロウ
ファイナルブロウ（以下、FB）はデッキが0枚になったときに自動的に発動する特殊攻撃。 
- ターンの始めに行うカード補充によってデッキが0になったり、ドローによって0枚になった時点で必ず発動する。
- スキルや属性、コンボは適用されず、必ず固定の攻撃力となる（相手がFBダメージ軽減系スキル「守護神」「いちるの望み」を発動した場合を除く）。
- FBの攻撃力の算出方法は(デッキポケットの平均/2)+(3つの装備武器の攻撃力の平均) = FBの攻撃力
- 発動すると強制的に攻撃側となり、相手の防御力を無視してダメージを与える。
- お互い同ターンに発動した場合、攻撃力の高いほうが攻撃側となる。
- お互い同ターンに発動し、攻撃力が同じ値だった場合は、デッキがリセットされデュエルは継続される。
- FBで相手のHPを0にできなかった場合は、デッキがリセットされデュエルは継続される。

##### 防衛戦
デュエルで攻撃を仕掛けられた場合、コンピューターによりリーダーおよびチャージユニットが選択される（リーダーの選択順はオート時と同じ）。デッキは防衛デッキが使用される。

##### 対CPU戦
ファントムやボスといったCPUが使うユニットは色属性、スキル、ドロー数が存在せず、デッキの枚数も極端に多かったり、少なかったりする。
色属性が存在しないため、属性ボーナスが発生しない。また、ドロー数が設定されていないためFBの発動ターンが決まっており、ファントムやボスではデッキが0枚になり次第、魔壁の場合は2ターン目で発動する。それまでにHPを0にできなければ必ず負けとなる。
対プレイヤー戦とは以下のような違いがある。
- 対ファントム戦でのFBは、他戦闘のFB数値の4倍になる。
- 相手に与えることのできないスキルがある。
- 攻撃力による相殺がない。
- ファントムのみに発動する期間限定パワーアップスキル「時の人」「ライバル」「スーパースター」がある。

##### ゴールドキャッチ
冒険内のボスやファントムを討伐すると画面上方から下方に向かってゴールドが降ってきて、それを指で触れることでキャッチするボーナスがある。タッチだけでなくスワイプでもキャッチすることができる。ボスでは基本的に1度目の戦闘で討伐した場合のみに発生する。合計金額はイベントやボスごとに増減するが、ゴールドの数は必ず合計10個となっている。

### 冒険
ホーム画面に設置されており、主にここから本編ストーリーやイベントを開始する。冒険は進めるのにWPを消費する。1歩ごとにゴールドや経験値を得られる。

#### イベント
主なイベントは本編と同じく冒険から開始する。
ギルドイベント（GvG、GvD）の場合は専用のアイコンから開始する。
GvDイベントの前哨戦である「竜哭山の洞窟」は冒険から開始する。
月替わり季節イベント
主に月初めに行われ、期間限定武器や秘伝書、50階または100階に到達すると限定ユニットが手に入るマラソン系イベント。
また、イベント途中でファントムが出現したり、頂上階到達後にPvPやファントムイベントに突入し、ある一定のポイントを獲得するなどすると別途報酬が手に入るものもある。
PvP
プレイヤーVSプレイヤーのこと。
「迷宮闘技場」がこれに当たる。また、月初めのマラソンイベントの最高階到達後に行われる場合がある。
マッチングした相手を倒すことにより勝利ポイント(以下、VP)と名声をゲットできる。
イベント終了後、VPの多いランキング上位者と、累計名声の多いランキング上位ギルドメンバー全員に報酬が渡される。
戦闘時には相手のレベルの半分と同じ分のDPが消費される。
サバイバルアリーナ
マッチングした相手を倒した連勝数とVP（勝利ポイント）または名声によってランキングされるPvP。
基本的にはPvPと同じだが、一日に5度“フィーバータイム”が設定されており、その時間帯は通常より多くのVPを手に入れることができる。
また、連勝数に応じて別途報酬を手に入れることができる。
（ver6.1.0より）
コンティニューポイント
敗北した際にこのポイントがたまっているとポイント数に応じた連勝数から再開できる。
プレイヤードッペル
前回のサバイバルアリーナ上位者3名がドッペルとして特定階にて登場する。ただし、このドッペルは最上階以外は1体しか出現せず、応援要請もできない。

ファントムイベント
- 主に登場人物欄に記載されたファントムが登場する「禍乱の洞窟」「揺籃の洞窟」「勾欄の洞窟」「奇嵐の死野ゴル・ゴーラ」
- ドッペル型と呼ばれる、本編などの登場人物と同じ姿をしたファントムが登場する「ドッペルラッシュ」（『プレイヤードッペル』に関してはサバイバルアリーナを参照）
- レジェンドと呼ばれるファントムが登場する「管理外領域」
- モンスター（ゴブリン、ジャイアント、チムチム）と呼ばれるファントムが登場する「モンスターアタック」、GvD前哨戦でもある「竜哭山の洞窟」

以上がこれに当たる。
その他、月初めのマラソンイベントの最高階到達後に行われる場合がある。
クエストの進行中、ランダムで乱入してくる強力なレイドボス（CPU戦）。倒すほどレベルが上がり強力になっていく特徴を持つ。
ただし、乱入してくるのはファントムイベント開催時、または限定エリアに限る。
戦闘にはDPを消費する。逃げるを選択しても制限時間内であればトップ画面の「PHANTOM」専用アイコンから再度戦闘することができる。
ただし前に出したものを討伐しなければ同種のファントムは出現しない。
また、ここからフレンドやギルドメンバーの未討伐のファントムにも戦闘を仕掛けられる。
通常ボスと同様に、戦闘終了時にゴールドが降ってくるゴールドキャッチが発生。
討伐すると報酬としてユニットが貰え、低確率で限定ユニットが入手できる。
一定レベルのファントムを討伐すると報酬がもらえる。
その他にも、ファントムを倒すことでポイントをゲットし、そのポイント数でランキング。イベント終了後、ランキング上位者・上位ギルドに報酬が渡される。
（ver2.4.0より）
コンボボーナス
コンボ受付時間内に仲間と連続で攻撃するとコンボボーナス発生しダメージUPする。
全力攻撃
必要DP以上の最大DPで全力攻撃すると攻撃力ボーナス発生する。ただし、DP満タンである必要がある。
最大DPが必要DP未満であったとしても全力攻撃は可能だが威力は下がる。
（ver6.1.0より）
応援要請
自身がファントムに敗北した場合、応援要請通知をONにしているフレンドやギルドメンバーに通知される機能
（ver6.2.0より）
フレンドとギルドメンバー以外にも送れるようになり、送られてきた応援要請はファントム一覧ページの右上からチェックできるようになった。

ゴールドラッシュ
通常エリアより多くのゴールドがもらえる専用エリアイベント。
一定の階層ごとにさらに多くのゴールドがもらえるゴールドエリアや到達報酬としてゴールドがもらえる。
また、まれにギルドメンバーのみが攻撃を仕掛けることのできるドッペル型ファントムが出現することがある。このファントムはレベル報酬が存在しない。
デイリークエスト
曜日ごとにクエスト・秘伝書が変更され、その報酬も変わる日替わりクエスト。
さらにビギナーコース・ノーマルコース・ハードコースと分かれており、それぞれ報酬が異なる。
デイリークエストの秘伝書を揃えることでコレクトアイテム・キューブが手に入る。
曜日毎のクエスト内容と報酬は以下の通り
- 土・日曜日：ナビコユニットクエスト（報酬：スキルアップ合成用素材ユニット）
- 月曜日：無属性EXPコアクエスト（報酬：EXPコア）
- 火曜日：重装ユニット強化クエスト（報酬：EXPコア赤）
- 水曜日：魔装ユニット強化クエスト（報酬：EXPコア青）
- 木曜日：軽装ユニット強化クエスト（報酬：EXPコア緑）
- 金曜日：ゴールド大量クエスト（報酬：売却専用ユニット）

#### 秘伝書
秘伝書の欠片を6種類あつめることにより何らかの報酬が貰える。
報酬は装備かユニット、コレクトアイテムなど秘伝書を手に入れたイベント・揃えた回数などによって異なる。
揃えられる回数は秘伝書ごとに異なる。
冒険で拾える欠片は所属国ごとに異なり数種類のみ。足りない部分はデュエルで他のプレイヤーから奪うのが通常の仕様になっている。秘伝書の欠片の所持限界は99枚。

### ギルド
プレイヤー同士が集まって作るグループのこと。ホームの「ギルド」ボタンから「ギルド設立」を選んで設立する。
ギルドではギルド専用掲示板でメンバー同士の交流、WPやDPの上限アップ、追加ログインボーナスなど、冒険を優位に進められるギルドスキルの恩恵が受けられる。また、ギルドに加入することでDPの最大値が+10される。増資でギルドにゴールドを収めることでギルドレベルが上がる。
ギルドに所属すると、ギルドイベント（GvG、GvD）に参加できるようになる。

#### 役職
役職は一般以外、各1人のみ設定できる。
ギルドマスター
ギルドプロフィールの変更や解体、サブマスターの指名、ギルド譲渡、メンバーの招待や申請許可、スキルポイントの割り振りができる。
ギルドイベントでは特別な奉納スキルを発現できる。
ギルドマスターとサブマスターのGメダルはギルド保有のものになり、ギルドマスターとサブマスターはこれを自由に使う事ができる。ただし、スキル使用回数はそれぞれ別になっている。
サブマスター
メンバーの招待、申請許可、スキルポイントの割り振りなど一部ギルドマスターと同じ権限を持ち、ギルドイベントではギルドマスターと同じスキルを使用できる。
前衛隊長
攻撃力支援に長けている。自分よりもギルドメンバーやガーディアンを強化するのが得意。
撃剣長
大剣を使用した攻撃に特化している。
双刃長
双剣を使用した攻撃に特化している。
魔導長
魔杖を使用した攻撃に特化している。
後衛隊長
防御支援に長けている。GvGでは自分よりもギルドメンバーやガーディアンを強化するのが得意。GvDではドラゴンが獲得するVPを抑制する。
救護長
回復支援に長けている。ギルドメンバーのWPやDPを回復することができる。
暗部長
ギルドを裏から支える事に長けている。GvGでは他メンバーよりも多くのGメダルを稼ぐ事ができる。
味方の獲得勝利ポイントを上昇させることができる。自身が攻撃されなくなるスキル。GvDでは誰か一人が攻撃されなくなるスキルがある。
一般(役職なし)
役職付きのメンバーへ支援パワーを送ることができる。単独強化スキルで、単独行動も可能。

#### ギルナビ
（6.1.0より）
自分の目的に合ったギルド、プレイヤーを検索できる機能。
検索
検索項目（ギルドID/ギルド名/プレイスタイル/ギルドレベル/ギルドランキング）を設定し、ギルドやプレイヤーを検索して加入申請や勧誘を行うことができる。
一覧に表示されたギルドのプロフィールを確認し、加入する場合には「加入申請する」を選ぶ。
加入申請したギルドのギルドマスターまたはサブマスターから許可されればメンバーになれる。
ただしギルドIDの1桁目の数字が0〜4の場合はiOS、5〜9の場合はAndroidのギルドとなっており、iOSとAndroidで自身のOSとは違うギルドに所属することは出来ない。
公開設定
（ギルドマスター/サブマスター）ギルド情報の公開/非公開が設定でき、公開内容の選択ができる。
（ギルドに所属していないプレイヤー）検索時におけるプレイヤー情報の公開/非公開の設定や公開内容が選択できる。
（ギルドに所属しているマスター以外のプレイヤー）使用することができない。また検索の対象外になる。
申請管理
ギルドマスターとサブマスターのみが使用できる。プレイヤーからの加入希望を辞退/承認、プレイヤーへの勧誘の取り消しができる。
ギルド加入自動承認
（6.1.0より）
ギルドマスターのみ使用可能。
プレイヤーからの加入申請を確認することなく、自動で承認してくれる機能。ただし、ギルドメンバーが満員になっていると、プレイヤーからの申請は承認されない。
またギルドイベント開催30分前から、終了までプレイヤーからの申請は承認されない。

#### ギルドスキル
ギルドレベルを上げるとギルドスキルポイントを獲得できる。ギルドスキルポイントを消費して、ギルドスキルのレベルを上げることもできる。設立時はレベル0。ただし、ギルドスキルポイントの配分ができるのは、ギルドマスターとサブマスターのみ。

#### ギルドイベント
通常のイベントとは違い“冒険”からではなく、ホームに専用アイコンが表示されそこから開始する。また、ギルドイベント中は役職者が以下の特殊なスキルを使用できる。
支援スキル
支援パワー（以下、Sパワー）を消費して支援スキルを使用する。効果はギルドで設定された役職によって変化する。
奉納スキル
ギルドメダル（以下、Gメダル）を消費して奉納スキルを使用する。効果はギルドで設定された役職によって変化する。
GvG
ギルドVSギルドのこと。
GvGのイベント『アームドインパクト』を行った後、GvDの「ドラゴンコンフリクト」を行うことがある。
同じ勝利数のギルド同士で戦い、勝敗を決定し、ランキングにより報酬が変わる。
ランキングは勝ち数の勝利ポイント（以下、VP）順。VPは相手ギルドメンバーへの攻撃などにより獲得できる。
最大で1日4回開催され、1回あたり30分もしくは60分。

GvD
ギルドVSドラゴンのこと。
イベント「竜哭山の洞窟」または「アームドインパクト」のランキングによって支給されるGメダル・Sパワー、およびドラゴンのランクが変化する。本戦「ドラゴンコンフリクト」になる流れになっている。
支給されるGメダル・Sパワーはギルドメンバーの数で等分される。
ドラゴンを攻撃・討伐すると総ダメージに見合った分の勝利ポイント（以下、VP）を獲得できる。また、時間内にドラゴンを1体以上倒すことで勝利となり、勝ち数の勝利ポイント順でランキングが決定される。
最大で1日3回開催、1回あたり30分。

### フレンド
フレンド申請することによりフレンドに登録することができる。
- 1日1回応援可能、アシストポイント10点×人数を取得できる。
- フレンド数によってWPにボーナス付加される。
- フレンド解除は1日に2人のみ。
- プレイヤーのレベル上昇でフレンド枠が拡張されていく(上限は30人)。
- フレンドIDの1桁目の数字が0〜4の人はiOS、5〜9の人はAndroidとなっており、iOSとAndroidで相互にフレンドになることは出来ない。
- フレンドになるとファントムイベントの時に協力が出来るようになり、秘伝書のマッチングに表示されない。

ひとこと掲示板
プレイヤーごとに設定されている、最大36文字で書き込める個人掲示板。
プレイヤー本人とフレンドのみが書き込むことができる。

### 課金
"コイン購入"より、価格と同じだけのコインを購入できる。コインはゲーム内の有料コンテンツに使用できる。

#### ガシャ（ガチャ）
購入したコインやガチャチケットなどを消費し引くことができる。種類も様々あり、ユニット・コスチューム・強化アイテムなどが入手できる。

#### ショップ
コインを消費することにより以下のものを購入できる。
- WPポット　1個：100コイン
- DPポット　1個：100コイン
- WPポット　5個セット：500コイン
- DPポット　5個セット：500コイン
- WPポット　10+1個セット：1,000コイン
- DPポット　10+1個セット：1,000コイン
- DPポットミニ　20+1個セット：1,000コイン
- シェルイジェクター　1個：100コイン
- ユニット所持枠　5追加：100コイン
- 容姿変更コード　1個：800コイン
- 名称変更タグ　1個：800コイン

この他、期間限定でWPポットミニ、DPポットミニが購入できる場合がある。

### その他のシステム
イベントマスター
各月ごとに期間限定ユニットやR以上のユニットを手に入れるとポイントが集計され、そのポイントに応じて随時アイテムや装備が手に入る。
またイベントマスターで手に入れた装備は月内限定でパワーアップしており、イベントマスターが更新されるタイミングで通常の性能に戻る。
ログインビッグボーナス
各月ごとに最大25個、ログインしたときに1日1個アイテムがもらえる。
25個目が限定SRであることが多い。
招待キャンペーン
ポップバナーの「招待キャンペーン」ページにて招待してくれた人のIDを一度のみ入力することができる。
他人のIDを入力する・自分のIDを入力された人数がある一定以上になると特定のユニットやアイテムを得ることができる。
コレクターQの景品引換所
ポップバナー内にて、 各種イベントで手に入れたコレクトアイテムを各種アイテムと交換できる。
九十九のチケット練成所
ポップバナー内にて、 各種イベントで手に入れたチケットを上位チケットに交換できる。
主な交換内容は以下の通り。
- 期間限定ガシャチケット銅5枚　→　銀1枚
- 期間限定ガシャチケット銅25枚　→　金1枚
- 期間限定ガシャチケット銀5枚　→　金1枚
- プレミアムガシャチケット10枚　→　SRガシャチケット1枚

プッシュ通知
「システム設定」で通知をONにすると、各種イベントのお知らせやWP/DPが回復した事を、通知で教える機能。

## 登場人物
冒険内に登場するキャラクターを以下にあげる。ただし、ユニット（カード）のみで『冒険』に登場しないキャラクターは書かないこととする。
属性とはゲーム内における世界観であり、使用武器が異なる。

### 主要人物
マスター
アプリ版
プレイヤー自身であり主人公。
非常に無口で言葉を発さないが、感嘆符や身振りで感情を表に出すことは多々ある。その際は基本的に台詞ではなく、首を振る等の表現の代わりである擬音で表現される。
『レリーフ』の適合者で、触れたレリーフからは「黒ネームの呪い」が浄化される能力を有す。
罪竜を倒した報酬として手に入れた「黄昏の鍵（キー・オブ・ザ・トワイライト）」と一体化し、世界を再誕させた。
漫画版
PC名『†聖天使☆猫姫☆†』。男性PC。
リアルは作者（墨丸こいち）本人であり、女性。
ギルドラのためにガラケーからスマフォにしたくらいのド素人。それなのに、スマフォを2台持ちにしたり、縛りデッキをつくるなど玄人プレイを好むため、たびたびナビコを困らせる。
フレンドの申請はよく断られ、ギルドの申請もことごとく断られたりと、不幸に出会う確率が多い。
ナビコ
女性型ナビゲーション・コミュニケーター（NPC）。
身体のあちこちにある矢印と、丁寧語の語尾がカタカナになるのが特徴。
プレイヤーのことを『マスター』と呼びシステムナビゲーションを行うのが仕事だが、あからさまな媚を売ってみたり毒舌を吐くなど腹黒い一面もある。その度にココレやエレミアに攻撃されそうになったり、システムオフされたりする。
システム的な立ち位置として、ストーリーの進行とは基本的に平行して開催されるイベントクエストでは特にメタな発言をする事も多い。
イベントクエスト等の進行具合によってはプレイヤーの事を「最強」「破壊神」「戦いの修羅」「恐怖の帝王」などと非常に物騒な表現で誉めそやす事がある。
ナビゲーションにはきちんとアイデンティティを持っているようであり、ココレなどに仕事を奪われるとイジける。
リミッターを解除すると「Xth」という大人の姿に変化し、通常以上の処理を行えるようになる。
このXthになった様子のおかしいナビコから最後のレリーフが手渡された。
「黄昏の鍵（キー・オブ・ザ・トワイライト）」を手に入れたマスターによって世界の根幹へアクセスする許可を手に入れたナビコは、世界の情報を自らに収集し主人公と一体化することにより世界を再誕させた。
また“ナビヲ”という男性型の似た存在もいる。
ココレ/バニラ
リアルは高校2年生の女性。
性格はゲーム中と変わらないため敵が多いが、友達も多い。またスーパーの惣菜コーナーでバイトしておりオバちゃんとも仲がいい。
ココレ
属性：魔装（呪杖）
ときどき、オバサンぽいしゃべり方をする和服で狐耳、狐尾をした女性PC。チュートリアルで初心者の主人公を見つけ勝負を仕掛けてきたが負け、主人公を強引に自分の相棒にした。
ムードメーカーでトラブルメーカー。たびたび問題を主人公にもたらしてくる。
1章の最後で黒ネーム化したため主人公たちに倒されて、PCデータは消えた。
「新しい世界」再構築後すぐにPCを再作成した。
バニラ
属性：魔装（呪杖）
ロリ巨乳でウサ耳の女性PC。
2章序盤にレリーフを奪いにきた謎のPCで、その正体はココレのプレイヤーが新たに作り直したPC。『カワイイ系』を演じているが、相変わらずたびたびオバサンしゃべりになる。
先のPCココレが黒ネーム化したことにより、同一人物であるバニラが黒ネームと遭遇したり、その元凶と接近したりすると頭痛などの症状が現れるアレルギー症状のようなものを発症した。ストーリーでは冗談半分に黒ネームレーダーとも言われていた。
エレミア
属性：重装（大剣）
ぶっきらぼうで男っぽい雰囲気だが露出が多い古参の女性PC。主人公たちの中で一番の常識人。
伝説のレリーフを探す旅の道中、黒ネームに遭遇。黒ネームにやられ右手が動かなくなったことがきっかけとなり、主人公たちと共に旅をすることとなった。
リアルは30代半ばの女性。古いバージョンのThe Worldから遊んでおり、本作もかなりやりこんでいる。
また、マンガも好きで、古いマンガのネタなどをよく話してくる。主にジャンプ系で、キャッツ・アイ、ジョジョ、スラムダンク、ワンピース等。2030年という設定なので、ココレなどには通じない場合が多い。
荒野の狼
属性：軽装（双剣）
右側だけを伸ばしたウルフカットの女性PC。旧名『†ファルデリア・ニルファス・ファルデリック†』。
名前を馬鹿にした人に勝負を挑み続けたらその楽しさにはまり込み、荒野を中心に誰彼構わず噛みつき続けた結果、付いたあだ名が「荒野の狼」。その後、時間がかかる上に経験値が得られなため『暇人イベント』と呼ばれる、名称変更イベントを攻略しあだ名に改名した。
無作為に勝負を挑むため、3,000勝8,000敗と負け越している。その後4,512勝11,571敗と更新（負け越し）。
鬱陶しいほどの熱血漢で1章後半からレリーフ集めに同行する。ココレをアネゴとして慕うが、旅が進むにつれ信奉度合いがストーカーにまで到達する。
愛称はオーカミさん。また犬扱いされる事を嫌う。旧名は2021年に放送されたアニメ「飛翔の翼」に登場するライバルキャラの名前と語られている。
リアルでも友達が少ない高校1年生の女性。育ちがいいためメールの文面からは生真面目なのが伝わってくる。長期休暇は家族のみで海外旅行やクルージングなどに出かけることが多い。

### その他の登場人物
リリカ
属性：重装（大剣）
自称｢マルチハンター｣の女性PC。体育会系のノリで会話の語尾に「ッス！」をつける。
天空の島へ行くために魔導石を求めて、あらゆる洞窟系ダンジョンの地下深くに出没する。ボスやドッペルなどでは防御力がとても高いため、限定ユニットのスキル効果から『穴熊リリカ』と呼ばれる。
リアルは｢君島 理莉可」中学二年生。質素倹約を娘に強いる母親がおり、母親に都合のいい常識を教え込まれている。
フラットレー
属性：重装（大剣）
体のある部分がフラットな女性PC。丁寧な言葉遣いと語尾の「^^」マークが特徴。
通称「調査人」。The World内を神出鬼没に調査している。水質調査、風力調査、砂浜の成分調査、呪紋と光の影響調査と内容は多岐に渉る。イベントなどでは司会役として登場することもある。
最終章で刹那、コレクターQと共にあらわれ、主人公たちと共に「世界」の終焉を見届けた。
自由に管轄外空間に出入りでき、最終章でルナ・マリアと主人公たちを導いた。
バルザック
属性：重装（大剣）
マッチョな男性PC。見た目はデカいが口調は軽い。ココレからは親しみを込めて『バルバル』と呼ばれている。
主人公たち一行が、記される島に行くための船の修理をしてくれた。港町スィルの技師で技巧ギルドに所属しているが、何をしているかはNDA（秘密保持契約）があって内容は不明。
かつて失われたとされる「飛行艇」を復活させるも、主人公たちを乗せた試運転で墜落させてしまう。
リアルは要人警護などの仕事をしている男性。日常が危険な仕事のためか、ゲームではバトルをあまり行わない生産職をしている。
またリリカの母親とも繋がりがあるらしく、最終話でリリカを見張っていた。
コウイチ
属性：魔装（呪杖）
黒髪ロングの男性PC。
ナルシストで自分の美しさのみ追求しつづけている。美しがられたがり大変に面倒くさいので、主人公たちは無視することもしばしば。
黒ネームに顔を傷つけられた過去があり、治し方を主人公たちに教えた。攻撃の美しさを追求した故か、ボスやドッペルなどではとてつもなく攻撃力が高い。
リアルは大学3年生の男性。RPG研究同好会の会長を務めている。
裏山★シンゴ
属性：魔装（呪杖）
犬耳の男性PC。名前はアレで、性格はチャラい。バトルマニアで強制的にデュエルを申し込んでくる。
リアルは大学1年生の男性。リア充。七海のプレイヤーは実の姉。
復讐の寅
属性：重装（大剣）
虎耳、虎尻尾でトラ柄の全身タイツを着た女性PC。旧名『ヴィクトリア』。
†ファルデリア（略）とは共に冒険をする仲間だったが、使い走りにされた上に荒野に置き去りにされた。
のちに復讐を誓い、荒野の狼と同じく『暇人イベント』をクリアし名称変更するが、間違えて｢虎｣ではなく「寅」にしてしまい何やらめでたい感じになっている。
アトラの弟子一号である。
リアルは女子中学生。
バランシア
属性：魔装（呪杖）
凛とした佇まいでメガネをかけた女性PC。正義感が強く、正しいルールに基づいた状態のゲームをプレイヤー達が楽しむのが理想。
ファントムが現れ混迷した現状を憂い、原因と解決法を探っている。2章後半で轟雷と逆影と共にギルド「紫苑の騎士団」を結成した。その後、主人公たちと協力しレリーフを探す旅に同行するが、赤い影からレリーフを守るために黒ネーム化、主人公たちに削除された。
その後、キャラクターを再作成したバランシアはギルド同盟（ユニオン）「エル・シオン」を設立。
この活動で罪竜のレリーフを2つ得たが、それが原因で多くの黒ネームを生み出してしまった。
リアルでも真面目で成績優秀な中学2年生の女性。放送委員で人前で演説することに慣れている。
轟雷
属性：重装（槍）
轟く雷と書いて「サンダー」と読む男性PC。
バランシアに賛同して、ファントムなどの異変対策の活動に協力している。気さくなアニキ肌、敵対関係にあっても余裕の対応を見せる。
リアルはゲーム好きの女子美大生。容姿端麗でモテるが、プチ歴女なため現在はフリー。筋肉をこよなく愛しており、ダビデ像より漫画やゲームでの前田慶次や呂布が理想。
バランシアが黒ネームと化し消滅した時には余裕をなくし、口調が女性に戻ってしまっていた。
罪竜の神殿前でレリーフを護るため触れてしまい黒ネーム化、レリーフは主人公に投げ渡せたがファントム「漆黒の恐怖」に倒され消滅した。
逆影
属性：軽装（釵（さい））
ややガラの悪い関西弁の女性PC。
バランシアに賛同して、ファントムなどの異変対策の活動に協力している。ある一部からは「（用心棒の）先生」と呼ばれる。
リアルは神戸在住のデザイン系専門学校生。19歳。
ヴィル
属性：重装（大剣）
女性三人組のギルド『きゃたぴら〜ず』の女性PC。
悪戯好きなベルと奔放なビントたちの母親役。寡黙だが別に暗い訳ではなく、九州弁訛りを隠しているだけ。主人公と無言で意思疎通ができる。
リアルは福岡生まれ。日本剣道連盟居合三段。ベルやビントのプレイヤーが通っている学校に転校してきた。
ベル
属性：軽装（双剣）
女性三人組のギルド『きゃたぴら〜ず』のリーダーである女性PC。
強盗ギルド討伐において主人公らと行動を共にする。飄々としている外見とは裏腹にハッキング能力に長けており、強盗らを信じがたい方法で制裁し一行を青ざめさせた。
リアルは神奈川県に住む女子高生の凄腕ハッカー。ビントのプレイヤーとは家が隣同士の幼馴染。
ビント
属性：魔装（呪杖）
女性三人組のギルド『きゃたぴら〜ず』女性PC。
「ぽち子」と呼ばれ、純粋に自由奔放を体現している。トラブルメーカーで時にメンバーに迷惑をかける。
リアルは動物関係の研究をしており、ゲーム内でもその知識の片りんが垣間見られる。
刹那
属性：魔装（呪杖）
ギルド『unHappyChoice』のマスターである女性PC。自分達に扮した偽者討伐に向かう際に、主人公らと遭遇する。
フラットレーと知り合いのようで、何かを企んでいる。主人公と同じくレリーフの適合者。
リアルは伝説の「ヘルバ」に匹敵するスーパーハッカー。孔姉弟とはリアルでも知り合いだが、実際に会ったことはない。
終盤でコレクターQとフラットレーと共に現れ、黒ネームに2度やられると現実世界の人や機器に悪影響が現れる「デジタル・アナフィラキシー・ショック（DAS）」を主人公たちに教えた。
かりん
属性：軽装（格闘）
ギルド『unHappyChoice』メンバーの女性PC。常に刹那について回り、護衛も兼ねる。相当腕も立つが判断を全て刹那に委ねているため、少々頭の回転が遅い。
リアル名は「孔華琳」。崇蓮の双子の姉で、ブラコンの気がある。機械工学の才女だが、ゲームは息抜きのため、頭は使わないようにしている。
黒ネームに2度やられた後、現実世界で足が動かなくなるDASを発症した。
すぅれん
属性：軽装（格闘）
ギルド『unHappyChoice』メンバーの男性PC。常に姉のかりんについて回る。楽観的で前向き。頭が良く、世間知らずな姉の面倒をみるのが大好き。
リアル名は「孔崇蓮」。華琳の双子の弟で、シスコンの気がある。薬剤学の秀才で、人当たりも良く友達も多い。
かりんと共に黒ネームにやられたが、DASの症状は特になかった。
アトラ
属性：軽装（双剣）
猫耳・猫尻尾の女性PC。年寄りの様なしゃべり方をする。復讐の寅の師匠であり保護者的存在で、復讐の寅と荒野の狼の間を取り持った。
リアルは老人の男性。ハーフのためか、時折変な英語が混ざる。若い頃からゲーマーでソロで攻略できないクエストを攻略するのが趣味。
アロン
属性：軽装（剣）
さわやかな好青年PC。イリアの引っ込み思案が少しでも治ればと共にThe Worldをはじめるが、イリアに対してとても甘い。
リアルでもイリアは幼馴染で妹のような存在で、以前は近所に住んでいた。しかし現在は引っ越して疎遠になっていた。
イリアを守るため、黒ネームと化しファントム「赤衣の狩人」にPKされ消滅した。
イリア
属性：重装（戦棍）
金髪碧眼の美少女PC。アロンに誘われてThe Worldを始めた初心者。アロンと話すとき以外は小動物のように常にオドオド、ビクビクしている。
主人公と無言で意思疎通できる数少ない一人。
対人恐怖症で、リアルでもとても人見知りで引っ込み思案、そのため引きこもり状態。アロンはかつて幼馴染で兄のような関係。
のちに、レリーフの適合者ということが発覚し、主人公たちと共に世界の終焉を立ち会った。
またアロンが消滅し意気消沈しているときに、どこからともなく現れた「翠緑の囚人」に慰められた。
七海
属性：軽装（細剣）
アリーナでトップランカーの女性剣士PC。裏山★シンゴのリアル姉であるが、性格は違いチャラい弟にはとことん厳しい。
闘技場の最深部にあった罪竜のレリーフを発見し主人公たちに渡したことから、七海も適合者だったことが判明した。
リアルでも真面目。しかし油断した時や驚いた時、不意に女の子っぽいところが出る。
マリア
属性：不明（ゲーム上は重装）
2章ラストに登場した謎の少女PC。金髪・灼眼で左目を隠しているのが特徴。
海底死都ゼル・マギオンにある塔の屋根の上でルナと共にほくそ笑んでいた。レリーフについて何かを知っている模様。
イベント「愁いの紅葉狩り」では謎の放浪AI“MOMI-G”を狩るために主人公たちを執拗に追ってきた。
その正体はルナと対になるAIで、罪竜を倒し自らが世界を掌握しようとしていた。他人の能力をコピーする能力を有している。
ルナ
属性：不明（ゲーム上は魔装）
2章ラストに登場した謎の少女PC。金髪・碧眼で右目を隠しているのが特徴。マリアよりもやや天然な性格をしている。マリアと共に行動していることが多い。
海底死都ゼル・マギオンにある塔の屋根の上でマリアと共にほくそ笑んでいた。
イベント「愁いの紅葉狩り」でもマリアと共に主人公たちを執拗に追ってきた。
その正体はマリアと対になる「パパ」によって作られたAI。ルナとマリア、どちらかが無事ならば情報を補完しあい復活する能力を有するが、ファントム「紫双月の悪戯猫」によって破壊されてしまった。
ZEN
属性：魔装
争わぬ港スィルにあるギルド「TAO」の団長を務めている男性。
やや子供じみたところがあり、たびたび九十九に対して悪戯をして怒られることがある。
リアル名は「前原憲辰（まえはら・のりたつ）」。高校2年生の男子。
士堂
属性：軽装
トラブル仲裁を多く行っているギルド「TAO」の副団長をしている男性。ギルド「銀の細腕」と「ポイズンハニー」の仲介していた。
主人公たちに仲裁の手伝いを頼んだ。R:2を遊んでいたことがあり、過去に起きた“不可解な現象”を主人公たちに語った。
ギルドマスターであるZENの悪戯にたびたび悩まされるが、そんなマスターをサポートしギルドを支えている功労者。
ファントム「漆黒の恐怖」を目撃したとき、「まるで死臭が漂うような」「死の恐怖」とつぶやいており、かつてのハセヲを知っているかのような素振りを見せた。
リアルは教師で、前原憲辰は自身の生徒にあたる間柄。バニラいわく「ドSティーチャー」。
都
属性：魔装（呪杖）
巡礼商都チャルタンにあるギルド「銀の細腕」の頭（マスター）をしている女性。
アネゴ肌なため仲間に誘われてギルドを立ち上げたが、本人は職人気質なためギルド運営にはほとんど興味がない。
九十九
属性：重装
ギルド「銀の細腕」の副団長をしている男性。
ギルド「ポイズンハニー」をなにかと目の敵にしており、銀の細腕のアイテムが盗まれたのはポイズンハニーの仕業だと思っている。
その後、和解するために主人公たちと共にポイズンハニーのギルドへ共に向かった。
リト
属性：軽装（双剣）
大辻市場にある女性PCばかりを集めた戦闘特化ギルド「ポイズンハニー」の団長を務める女性。大変な女性好きで主人公たちを出会い頭にギルドに勧誘してきた。
トップランカーの七海に惚れこみ、ギルドに勧誘しようと常に期を狙っている。
エリンギうまい
属性：重装（戦斧）
インパクトのある変わった名前で、小柄でリスのような尻尾の生えた女性PC。あやめの友人。
外見とは裏腹に老騎士のようなしゃべり方をする通り、実力も相当のもので、戦斧からの“えげつない攻撃”が得意。
3章序盤で本編初登場した「大仰な獣人少女」。自らを鍛えて強さを求めるギルド「ポイズンハニー」所属で、装備品の品質で強さを求める「銀の細腕」のメンバーと争っていた。
これに先んじて、イベント「黒のサンタ」では「浮かれた者ども」を狩っていたりと名脇役ぶりをみせた。
リアルの名前は「サイトウ エリ」。『スパロボOGネットラジオ_うますぎWAVE』でパーソナリティを務めていた声優の斉藤梨絵がモチーフ。
あやめ
属性：魔装（マルチウェポン）
清楚なイメージの呪文使い風の女性PC。呪杖で攻撃し、相手が混乱している間に倒すのが得意。
暴れだしたときのあやめは「殺め（キルメ）」と呼ばれている。
本編は3章7話で登場。エリンギうまいと共に黒ネームに襲われて塔に逃げており、主人公たちに救出される。
また上記より以前にイベント「スポーツ秋の祭典！」で初登場。また「黒のサンタ」では変わった親族が登場したりと、なかなかの名脇役ぶりをみせる。
リアルではお嬢様学校に通っているため、おしとやかであろうとするが、実家が下町に代々続いた大工のためテンションがあがると下町言葉がでる。
学校ではハンドベル部に所属しており、クリスマスは発表会に参加していた。あやめの切り替えの激しい性格は「母親似」とのこと。
コレクターQ
属性：不明（ゲーム上は重装）
イベント「桜前線異常アリ！」に登場した謎の女性PC。
プレイヤーが収集した桜の木に発生していたウィルスバグを回収し、正規のアイテムと交換してくれる。しかしその際に自分にそっくりなドッペル型ファントムが発生した。
刹那やフレットレーと知り合いであるらしく、なにやら企んでいた。最終章で本編登場し、世界の終焉を見届けた。
この他にも各種イベントで収集したコレクトアイテムを、専用のバナーから各種アイテムと交換してくれる。
シャーロット
属性：軽装（刀剣）
イベント「お姉さんと宝島」にて初登場した女性PC。広島弁と博多弁と大阪弁が混ざった言葉をしゃべり、肩にオウムのぬいぐるみを乗せている。
バルザックの帆船に密航した『（自称）女海賊』。しかし、戦闘は好きではなく、しかもカナヅチであり、なにかと海賊に向いていない。居酒屋で手に入れた『宝の地図』に示されていた島を目指すが、先回りしていた地図の元の持ち主に連れて行かれた。
その後、イベント「魅惑のリゾート」で"山賊"として再登場し、優秀な能力を見せた。
最終章で本編初登場し、イリアとアロンがチャット中にアロンに執拗に絡み、イリアを怒らせた。
リアルにマーガレットという女性PCを使用する礼儀正しいいとこがいる。その他、ギルドメンバー限定のファントムとして時折、出現する。
罪竜/ギルティドラゴン
最終章で登場した世界の根幹を守る守護者AI。
かつて「ただひとつの大罪（ザ・ワン・シン）」と呼ばれた存在。
女神が不在となった「The World」に選定され世界を守っていたが、自身の中に設定された大罪によって「黒き名の呪い」が世界に発生してしまった。
この呪いを自身＝世界を破壊させることによって浄化させるべく、「八つのレリーフ」のイベントを強制始動させた。
しかし、世界の浄化を望まない大罪が自身のドッペル＝ギルティドラゴンとして顕現してしまう。
最後には主人公に世界の根幹にアクセスする権限「黄昏の鍵（キー・オブ・ザ・トワイライト）」を譲り渡し、世界と共に消滅した。
栗色の髪の少女
「新たなる世界」で出会った少女。金髪ツインテール少女に「シャノン」と呼ばれており、「世界」を好きだと主人公たちに告げた。
金髪ツインテール少女
「新たなる世界」で出会った少女。シャノンと不愛想なメガネ少女と一緒に冒険を行っていた、やや勝ち気な性格。
不愛想なメガネ少女
「新たなる世界」で出会った少女。ややのんびりとしたしゃべり方をしている。

### イベントのみ
MOMI-G
属性：不明（ゲーム上は重装）
イベント「愁いの紅葉狩り」に登場した放浪AI。“分裂し増えてしまう”という事件を起こし主人公らから狙われていた。しかし、MOMI-Gの本体を削除しただけでは解決しないと判明し、片割れの“黒いMOMI-G”を追うために主人公たちと同行。
黒いMOMI-Gが破壊される度におかしくなっていき、最後は対消滅という形を選び消えていった。
トナカイ八部衆
属性：不明
イベント「黒のサンタ」に登場したトナカイの姿をしたPCたち。
ダッシャー、ダンサー、プランサー、ヴィクゼン、コメット、クピド、ダナー、ブリッツェンの8人で、クリスマスを楽しもうとする人たちの邪魔をしていた。
ブリッツェンは「辰っつぁん」・「辰おじさん」、プランサーは「なっちゃん」とリアルでは呼ばれており親子の関係にある。ブリッツェンとサタン・クロースは親類関係にあり、他のトナカイたちも大工仕事の仲間などである。また、ルドルフと呼ばれる別のトナカイも存在した。
サタン・クロース
属性：不明（ゲーム上はマルチウェポン）
イベント「黒のサンタ」に登場したサンタの姿をした男性PC。
トナカイ八部衆の親方的な存在であり、親類や大工中間などを集めて、クリスマスを邪魔した黒幕。
リアルでは「玄さん」と呼ばれており、あやめの実父。あやめにはTHE WORLDをしていることは内緒にしており、あやめが学校のクリスマス会に行ってしまったのが寂しくて事件を起こしたが、あやめにバレて折檻された。
イタリア料理三姉妹
イベント「春と卒業とひな祭り」に登場したイタリア料理の名前をした女性PCたち。
回復と補助の呪紋で妹たちをサポートするが、実は攻撃呪紋が得意な長女・マカローニャ（魔装）。
相手に突貫して引きつける役割を担う次女・ラザニア（重装）。
攻撃呪紋専門の三女・ラビオリ（魔装）。
いつも三姉妹でパーティーを組んでおり、ヴィルやベルと喧嘩していたビントに仲間の大切さを思い出させた。
戦獣神クリュ・アーク
属性：不明（ゲーム上は重装）
イベント｢Show Guts!｣に登場したNPC。
ダル・ヴィドを守護し、信託（開運おみくじ）の結果に不満のある主人公たちの再挑戦を邪魔していた。

### ファントム
イベントやボスとして突如、現れる謎の存在。
赤衣の狩人
突如現れた、赤い外套をまとった謎の影。
各所で主人公たちを邪魔しに来た。

漆黒の恐怖
何かを追い詰めるために『世界』をさまよい歩く、黒い魔獣。
各所で主人公たちを邪魔しに来た。

翠緑の囚人
何かを求めて『世界』を彷徨っている茨に縛られた囚人。
一人でいるイリアを慰めた。

尖鋭の黒薔薇
薔薇のような棘と大剣で敵を追い詰める紅一点。
各所で主人公たちを邪魔しに来た。

断罪の白銀
翼の生えた白銀の鎧を纏った騎士。
罪竜を断罪すべくやってきた。

紫双月の悪戯猫
冠を戴く猫に乗った道化。猫と道化の姿を切り替えて二身一体の攻撃を繰り出す。
ルナ・マリアをそれぞれに攻撃し破壊した。

スケィス
鎌を持った巨大な死神。第一相・死の恐怖。

### レジェンド
イベント『管轄外領域』にのみ出てくる謎の存在。
ハセヲ
レベルが上がると「修羅のハセヲ」に変化する他、「ハセヲ1st」、「ハセヲ2nd」、「ハセヲ3rd」、「ハセヲXth」が存在する。

アトリ
レベルが上がると「激情のアトリ」に変化する。

パイ
レベルが上がると「冷徹なるパイ」に変化する。

志乃
レベルが上がると「未帰還者志乃」に変化する他、「掌理の志乃」が登場。

黄金騎士ぴろし3
レベルが上がると「不敵なぴろし3」に変化する他、ファントムではないが「ぴろし」が登場。

司
「扶翼の司」「世を果無む司」が登場。

昴
レベルが上がると「意気昴然な昴」に変化する。

銀漢
レベルが上がると「義憤に燃える銀漢」に変化する。

クリム
レベルが上がると「紅い稲妻クリム」に変化する。

楚良
ファントムではないが登場。

## 用語
The World
主人公たちが冒険をする舞台。
オンラインネットワークゲームで本作は『The World：Armed conflict』。運営しているのは『CC社』。
黒ネーム
謎の黒いPC。
これにPK（プレイヤーキル）されるとキャラクターデータが削除される等の噂ある。PKを常習的に行うキャラ名表示色の赤いPCを『赤ネーム』と呼ぶことから。
罪竜のレリーフ
伝説の八つに分かれたレリーフのかけらを集めると、何かが起こるといわれている。全て揃えると「The Worldがエンディングを迎える」「なんでも願いがかなう」など噂されているが、何が起こるかは定かではない。
すべてを揃えたものは罪竜の元へ導かれるが、適合者以外がこれに触れると黒ネーム化する。
デジタル・アナフィラキシー・ショック
刹那がかりんたちの症状を見て命名した。通称「DAS」
黒ネームに2度PKされると現実世界で体の一部が動かなくなったり、デジタル機器に障害が起こったりする現象。
キー・オブ・ザ・トワイライト
初期のバージョンから語り伝えられるThe Worldの至宝「黄昏の鍵」。
「鍵」の形で現れ、それを手に入れた主人公は世界の根幹へアクセスする権限を手に入れた。

## 音楽

### テーマ曲
『星をかぞえて』
LieN-リアン- （ボーカル:三谷朋世、作詞作曲:福田考代）、ギター:福田憲克
『夜が明けるまで』
LieN-リアン- （ボーカル:三谷朋世、作詞作曲:福田考代）

### サウンドトラック
| #   | タイトル                             | 作詞 | 作曲・編曲 |
| --- | ------------------------------------ | ---- | ---------- |
| 1.  | 「星をかぞえて／三谷朋世（LieN）」   |      |            |
| 2.  | 「予感」                             |      |            |
| 3.  | 「BEGINNING」                        |      |            |
| 4.  | 「空の下で」                         |      |            |
| 5.  | 「争」                               |      |            |
| 6.  | 「撃」                               |      |            |
| 7.  | 「黒キ薔薇ノ幻影」                   |      |            |
| 8.  | 「備」                               |      |            |
| 9.  | 「進軍」                             |      |            |
| 10. | 「大いなる竜哭」                     |      |            |
| 11. | 「夜が明けるまで／三谷朋世（LieN）」 |      |            |

## 書籍
- ドットハック ギルティドラゴン ビジュアルワークス

#1　2013年5月31日発売　※5月18日～5月24日にコトブキヤ秋葉原館で行われたイベントで先行販売
#2　2013年10月21日発売
#3　2013年12月2日発売　※11月26日～12月1日にコトブキヤ秋葉原館で行われたイベントで先行販売
#4　2015年10月30日
- ギルティドラゴン ミニ冊子セット（2014年8月18日発売）※8月15日～17日のイベントで先行販売[6][7]
- ギルドラG ギルティドラゴン ～罪竜と八つの呪い～ A GAG CONCEPT（2015年6月18日発売）

## ラジオ
『ギルティドラゴン ピロシに聞きたい100の事！ 100個聞けなかったらごめんね ラジオ!!』
2014年3月17日（月）18時よりfunラジオにて配信された。

## 歴史

### 2012年
- 9月27日（木）〜 10月12日（金） - 事前登録キャンペーン
- 10月1日（月） - ver1.0.0
- 10月9日（火） - 配信開始
- 10月19日（金） - ver1.0.1
  - iOS 6にネットワーク経由でアップデートした端末で動かない不具合を解消
  - 一部不具合の修正
  - その他、各所ブラッシュアップの実施
- 10月31日（水） - ver1.0.2
  - iOS 6にネットワーク経由でアップデートした端末で動かない不具合を修正
- 11月12日（月） - ver1.0.3
  - いくつかのバグフィックスを実施
- 11月12日（月） - 正式サービス開始（グランドオープン）。課金が解禁。
- 11月15日（木） - 10万DL突破
- 11月22日（木） - ver1.1
  - 期間限定ダンジョンイベント機能を追加
  - チャット機能を追加
  - 冒険のレスポンスを改善
  - 画面デザインをリニューアル
  - その他各種改善、バグ修正
- 12月7日（金） - ver1.1.5
  - イベント機能を一部追加
  - 新スキルを追加
  - その他、一部不具合を修正
- 12月10日（月）- 20万DL突破
- 12月20日（木）〜 1月15日（火） - 「アイドルマスター」コラボキャンペーン

### 2013年
- 1月10日（木） - ver1.2.0
  - 冒険の「第2章」を追加（14話まで）
  - トレード機能を追加
  - その他、一部機能の追加、不具合修正を実施
- 1月22日（火） - 30万DL突破
- 2月7日（木） - ver1.3.0
  - ユニット所持上限枚数を80枚から100枚に拡充
  - 一部SRユニットをMAXレベルにすると絵柄が変化
  - ひとこと掲示板を追加
  - その他一部機能の追加、不具合修正を実施
- 3月14日（木） - ver2.0.0
  - ギルド機能を実装
  - レベルキャップがLv60からLv80まで解放
  - ユニットの保護機能を実装
  - その他一部機能の追加、不具合修正を実施
- 3月7日（木） - 40万DL突破
- 3月29日（金） - ver2.1.0
  - ユニット一覧時にドロー数、スキルでのソートを追加
  - フレンド一覧の各リストにひとこと掲示板ボタンを追加
  - デュエルのオート操作時に期間限定スキルのプラス効果を考慮するように修正
  - その他一部機能の追加、不具合修正を実施
- 4月2日（火） - 50万DL突破
- 4月23日（火） - ver2.2.0
  - オートで冒険を進む機能を追加
  - 冒険中に入手したユニットをその場で売却できるように
  - ユニット所持上限数を超えてもガシャをまわせるように
  - チャット画面からユーザープロフィールに直接飛べるように
  - 他ユーザーのプロフィール画面からギルドに勧誘する機能を追加
  - その他一部機能の追加、不具合修正を実施
- 5月1日（水） - 60万DL突破
- 5月17日（金） - ver2.2.1
  - デッキ構築時に絞り込みボタンを使えるように
  - ユニット売却時にまとめて選択ボタンを追加
  - その他一部機能の追加、不具合修正を実施
- 5月18日（土）〜 5月24日（金） - コトブキヤ秋葉原館にて「ギルティドラゴン　罪竜と八つの呪い」展示イベント
- 6月14日（金） - 70万DL突破
- 6月24日（月） - ver2.3.1
  - 新ギルドイベント機能を追加。
  - 装備画面におすすめオートボタンを追加
  - 冒険時にゴールド、ユニット数の表示を追加
  - その他一部機能の追加、不具合修正を実施
- 6月30日（日） - ver2.3.2（androidのみ）
  - 一部不具合修正を実施
- 7月31日（水） - 80万DL突破
- 8月9日（金） - ver2.4.0
  - 3章6話までの配信開始
  - デッキを複数保存できる機能を追加
  - ユニット所持枚数の上限が100枚から130枚にアップ
  - ファントムバトルシステムの改善
  - ファントム一覧をソートする機能を追加
  - デュエル中デッキの残り数が隠れないよう対処
  - トレード条件を変更
  - トレード画面のレイアウトを修正
  - その他一部改善、不具合修正を実施
- 8月31日（土） - 90万DL突破
- 9月7日（土）〜 9月15日（日） - コトブキヤ福岡天神にて「ギルティドラゴン　罪竜と八つの呪い」展示イベント
- 9月17日（火） - 100万DL突破
- 9月17日（火） - ver2.5.0
  - デッキ保存数を5個に変更
  - 合成のデザイン一部変更
  - ポットを「アイテム」のページから使用できるように変更
  - 一部UIの改善、不具合の修正
- 9月19日（木） - ver2.5.1（androidのみ）
  - 一部機種にて正常に起動しない不具合を修正
- 9月24日（火） - ver2.5.2（androidのみ）
  - 一部機種にて正常に起動しない不具合を修正
- 9月30日（月） - ver3.0.0、ver3.0.1（androidのみ）
  - 新イベント「ドラゴンコンフリクト」の機能を追加
  - タイトル画面にキャッシュクリアボタンを設置
  - その他一部UI改善、不具合修正を実施
  - ガシャ画面デザインの一部変更
  - android版の強制終了の改善
  - アプリアイコン（『カイト』ヘ）変更
- 10月9日（水） - ver3.0.1（iOSのみ）
  - 一部UIの改善、不具合の修正の実施
- 10月31日（木） - 111万DL突破
- 11月5日（火） - ve3.1.0、ver3.1.1（androidのみ。本来のプログラムと違う、デバッグ用プログラムが配信されていた）
  - ホーム画面のデザインを改修
  - Webイベントページに変異ボタンの追加
  - レベルキャップがLv100まで解放
  - Lobiからギルドページへ直接リンク
  - その他一部機能の改善、不具合修正を実施
- 11月25日（月） - 韓国語ver.サービス開始
- 11月26日（火）〜 12月1日（日） - コトブキヤ秋葉原館にて「ギルティドラゴン 罪竜と八つの呪い」展示イベント第2弾
- 11月30日（土） - 120万DL突破
- 12月19日（木） - ver4.0.0
  - 装備合成機能を追加
  - その他一部機能、UIの改善、不具合を修正
  - オープニングムービーの追加

### 2014年
- 1月15日（水） - ver4.0.2
  - 一部UIの改善、4.0.0で発生していた不具合の修正
- 1月25日（土）〜 2月2日（日） - コトブキヤ福岡天神にて「ギルティドラゴン　罪竜と八つの呪い」ユニットイラスト展第2弾
- 1月30日（木） - 130万DL突破
- 2月7日（金） - ver4.1.0
  - 起動速度の改善（起動速度改善のためBGMが遅れて鳴る場合がある）
  - その他一部機能の改善、不具合修正を実施
  - 後日開催予定のイベントに向けた機能追加
  - 装備所持数の上限表示（所持上限400まで）
  - 一部デザインの変更
  - 一部ユニットのステータス変更
- 2月15日（土） - 2種類のテレビCMを放映開始。ギルドラに焦点を当てた「RPG篇」と.hackシリーズに焦点を当てた「.hack篇」。
- 3月7日（金） - 150万DL突破
- 3月14日（金） - 170万DL突破
- 3月31日（月） - ver5.0.0
  - 装備の新システム「シェル」を導入
  - 起動速度の更なる改善を実施
  - その他一部機能の改善、不具合を修正
  - リトライガシャの追加
- 4月18日（金） - ver5.0.1
  - 一部機能の改善、不具合を修正
- 5月7日（水） - ver5.1.0
  - ユニット錬成機能を追加
  - ユニット所持枠拡張アイテムを追加
  - デッキ削除機能を追加
  - その他一部機能の改善、不具合修正を実施
  - 一部UI・デザインの変更
- 5月22日（水） - ver5.1.1
  - チケット練成機能を追加
  - プレミアム装備ガシャの追加
  - 新イベント「サバイバルアリーナ」を実装
  - 一部機能の改善、不具合修正
- 6月9日（月） - ver6.0.0
  - コスチューム機能を追加
  - アイテム「名称変更タグ」「容姿変更コード」の追加
  - プッシュ通知設定にWP/DP回復に関する設定を追加
  - その他一部機能の改善、不具合修正
- 7月14日（月） - ver6.1.0
  - ギルド検索、ギルメン検索機能を追加
  - ファントム、ドッペル攻撃時に応援要請を出せるように
  - その他、不具合修正、機能改善を実施（動作不具合のため機能見合わせ）
  - サバイバルアリーナの仕様を一部変更
  - アプリアイコン（『ハセヲ』へ）変更
  - ホームUIの一部変更
  - 3章10話までの配信開始
- 7月31日（木） - ver6.1.1
  - ファントムなどに敗北した際、応援要請を送れるようになった。
  - 一部機能の改善、不具合修正
- 8月11日（月） - 200万DL突破
- 9月16日（火） - ver6.2.0
  - 「コスチューム錬成」「装備錬成」機能を実装
  - ファントム系イベントでフレンド、ギルドメンバー以外への応援要請を実装
  - その他不具合修正、機能改善を実施
- 10月14日（月） - ver6.3.0
  - 3章14話までの配信を開始
  - 一部機能の改善、不具合修正
- 12月31日（水） - レベルキャップがLv110まで解放

### 2015年
- 1月26日（月） - ver6.4.2
  - ユニットに新レアリティ（XR）を追加
  - 一部機能の改善、不具合修正
- 3月10日（火） - ver6.5.0
  - 年齢別課金制限機能の追加
  - 公認コミュニティの開始
  - アプリアイコン（『ナビコXth』へ）変更
  - 一部機能の改善、不具合修正
- 5月10日（日） - ver6.6.0
  - 一部機能の改善、不具合修正
- 8月17日（月） - ver6.7.0
  - 所持枚数上限が200枚に拡充
  - 一部機能の改善、不具合修正
- 10月30日（金） - 韓国語ver.サービス終了
- 12月21日（月） - GvD中にサーバー障害が発生し、以降GvDは開催していない。

### 2016年
- 1月15日（金） - ver6.8.0
  - 3章17話までの配信を開始
  - 一部機能の改善、不具合修正
- 1月21日（木） - 3章最終話（20話）までの配信を開始
- 2月10日（水） - メインストーリー最終章1話-4話を配信開始
- 2月22日（月） - コイン販売終了
- 2月26日（金） - メインストーリー最終章5話-7話を配信開始
- 3月11日（金） - 公式ページで本編ストーリー配信開始
- 3月11日（金）～ 3月23日（水） - 最終イベント【最終話】『ギルティドラゴン』開催
- 3月23日（水） - サービス終了